# Szövetség Ausztriáért
A Team HC Strache – Szövetség Ausztriáért (németül: Team HC Strache – Die Allianz für Österreich) bécsi frakciót Karl Baron, Klaus Handler és Dietrich Kops alapították 2019. december 12-én, miután kiléptek a bécsi tartományi FPÖ-frakcióból.

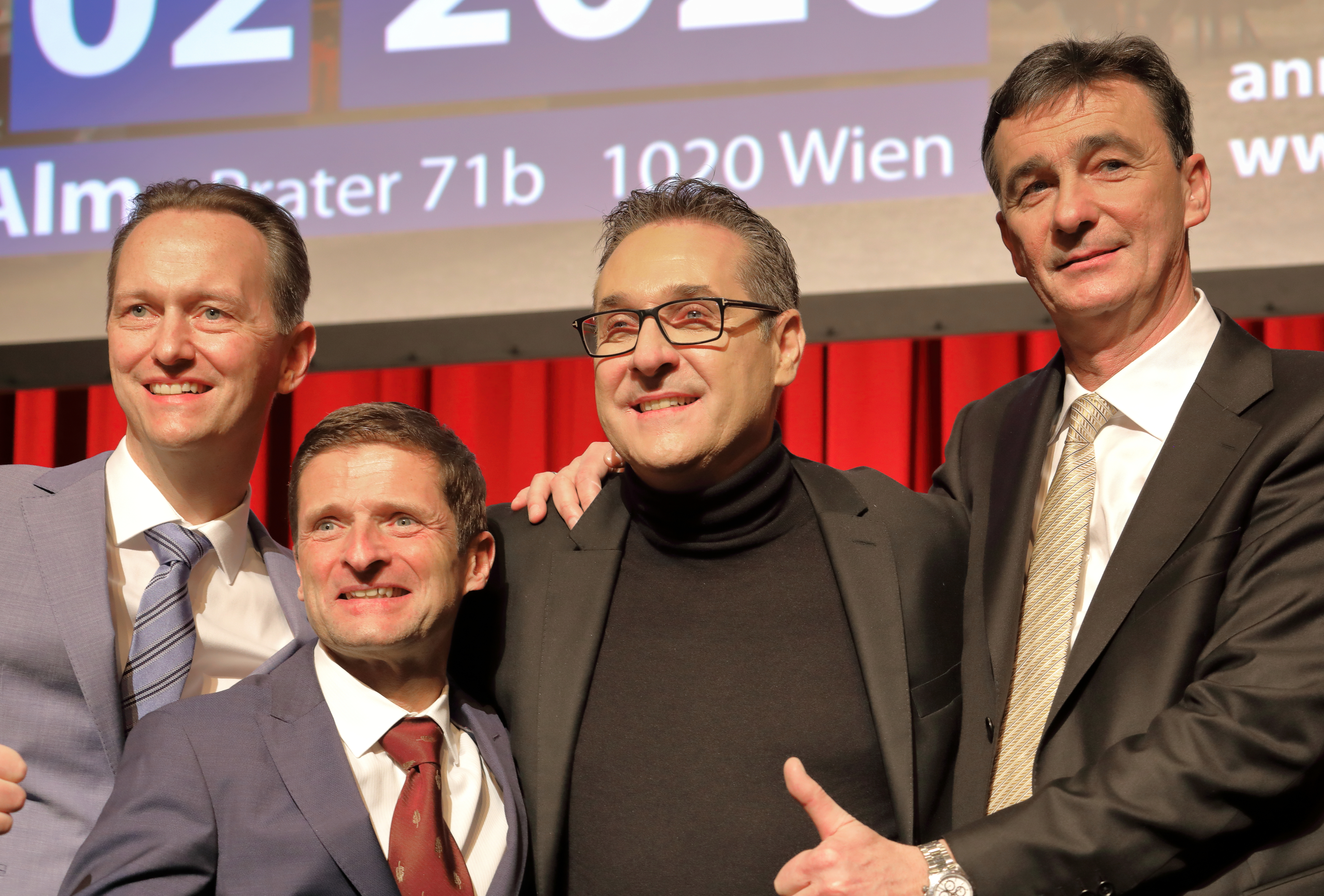
DAÖ-Neujahrstreffen 2020

2020. május 14-ig a párt neve Szövetség Ausztriáért volt.
A DAÖ részt vett a 2020-as bécsi tartományi választáson Heinz-Christian Stracheval. A párt 3,27 százalékával nem szerezte meg a parlamentbe jutáshoz szükséges szavazatokat.
A 2021-es grazi választásokon a párt sem tudott mandátumot szerezni.

## Érdekesség
A Team HC Strache pártnevet a hivatalos HC rövidítéssel a politikai versenytársak és kritikusok pejoratívan "THC"-vel rövidítik, ami egyben a tetrahidrokannabinol rövidítése is.

## Fordítás
- Ez a szócikk részben vagy egészben  a   Die Allianz für Österreich című német Wikipédia-szócikk fordításán alapul.  Az eredeti cikk szerkesztőit annak laptörténete sorolja fel. Ez a jelzés csupán a megfogalmazás eredetét és a szerzői jogokat jelzi, nem szolgál a cikkben szereplő információk forrásmegjelöléseként.